# Panaxia magna
Panaxia magna là một loài bướm đêm thuộc phân họ Arctiinae, họ Erebidae.